# Kisrákos
Kisrákos es un pueblo ubicado en el distrito de Körmend, en el condado de Vas, Hungría.

## Superficie
Posee una superficie de 11,06 kilómetros cuadrados.

## Demografía
Hasta 2019 la población era de 170 habitantes, con una densidad de población de 15,37 habitantes por kilómetro cuadrado.